# Malcolm Xerxes
Malcolm Xerxes (Salford, 31 januari 1965 - Mississuaga (Ontario), 13 september 2005) was een Brits acteur.

## Filmografie
- Nigel's Fingerprint (2003)
- Cypher (2002)
- The Art of Woo (2001)
- Haunted (2001)
- La Femme Nikita (1998-2001)
- When the Bullet Hits the Bone (1995)
- Nothing to Lose (1994)
- Death Junction (1994)
- Operation Golden Phoenix (1993)